# Drepanocaryum
Drepanocaryum là một chi thực vật có hoa trong họ Hoa môi (Lamiaceae).

## Loài
Chi Drepanocaryum gồm các loài: